# Związek Niemiecki
Związek Niemiecki (niem. Deutscher Bund) – konfederacja państw niemieckich i wolnych miast, utworzona podczas kongresu wiedeńskiego na mocy aktu z dnia 8 czerwca 1815 roku, służąca wspólnemu zorganizowaniu gospodarek tych państw. Związek upadł w 1866 roku, w wyniku rywalizacji między Cesarstwem Austrii i Królestwem Prus (tzw. Deutscher Dualismus), działań wojennych, Wiosny Ludów oraz niemożności dojścia wielu państw-członków do porozumienia.

## Historia

Związek Niemiecki w 1820, główne kraje Cesarstwo Austrii (na żółto) i Królestwo Prus (na niebiesko) nie były całkowicie w granicach Związku (czerwoną linią)

Rewolucja przemysłowa oraz Oświecenie były okresami przełomowymi (m.in. sformułowano prawa człowieka). Następujące po nich romantyzm i rewolucja francuska skutkowały kolejnymi zmianami społecznymi oraz politycznymi, były formą buntu przeciwko ustalonym regułom społecznym. Założony w 1810 Uniwersytet Humboldtów w Berlinie stał się wiodącym uniwersytetem świata.
Na kongresie wiedeńskim cesarz Austrii nie odzyskał tytułu cesarza rzymskiego. Wielka Brytania zaakceptowała Związek Niemiecki jako przeciwwagę dla agresywnej polityki Francji i Rosji. Związek miał zastąpić rozwiązane w 1806 r. Święte Cesarstwo Rzymskie. W jego skład wchodziło początkowo 35 państw (księstwa, królestwa i Cesarstwo Austriackie) i 4 wolne miasta: Brema, Hamburg, Frankfurt nad Menem i Lubeka. Z racji posiadania ziem na terytorium Związku Niemieckiego członkami Związku były też Wielka Brytania (Hanower, do 1837), Holandia (Luksemburg, do 1867) i Dania (Holsztyn, do 1864). Zachodnia część Wielkiego Księstwa Luksemburga została w 1839 przyłączona do Belgii. Prezydentem Związku zostawał każdorazowo cesarz Austrii.
Związek został powołany w celu zapewnienia bezpieczeństwa wewnętrznego oraz zewnętrznego państw członkowskich. Wszystkie państwa były zobowiązane do dostarczania kontyngentów wojskowych. W razie wojny Związek wybierał dowódcę wspólnych sił zbrojnych. Jednak wspólna akcja zaczepna ze strony Związku nie była możliwa, a należące do niego państwa niemieckie miały zakaz jednoczenia się. Dowodem trwałości tej polityki jest fakt, że od czasów kongresu wiedeńskiego przez pół wieku nie podnoszono oficjalnie kwestii zjednoczenia Niemiec.
We Frankfurcie nad Menem utworzono Zgromadzenie Związkowe (Sejm Związkowy – Bundestag), któremu przewodzić miała Austria. Od drugiej połowy XVI wieku frankfurcka katedra była miejscem, w którym odbywała się koronacja cesarza Świętego Cesarstwa Rzymskiego. W praktyce sejm okazał się polem nieustannego ścierania się wpływów Austrii z wpływami Prus. To właśnie rywalizacja pomiędzy tymi dwoma mocarstwami o przewodnictwo w Związku uniemożliwiała skuteczną współpracę państw związkowych: Prusy kontrolowały północną część Związku, Austria południową. Związek okazał się ostoją obrony własnych interesów jego członków, a Sejm Związkowy nie posiadał środków do podejmowania jakichkolwiek działań. Niemiecki parlament nie odegrał powierzonej roli, gdyż został ubezwłasnowolniony przez niemieckich władców.
Austria i Prusy były tylko częściowo położone w granicach Związku, ponieważ oba te państwa posiadały także terytoria, które nie były wcześniej częściami Świętego Cesarstwa Rzymskiego. Od władców obu państw oczekiwano, że przeprowadzą polityczną unifikację Niemiec i przekształcą Związek w federacyjne państwo ogólnoniemieckie. O ile większość władców niemieckich i arystokracja feudalna tradycyjnie popierały Habsburgów, depozytariuszy tradycji Świętego Cesarstwa Rzymskiego, o tyle niemiecka burżuazja i wielu intelektualistów wiązali swe nadzieje z Hohenzollernami i rządem pruskim, bardziej dynamicznym od austriackiego. Od 1834 większość państw niemieckich łączył także Niemiecki Związek Celny, zorganizowany przez Prusy, który zapewniał sprawniejszą współpracę gospodarczą (duży liberalizm gospodarczy) i stanowił pruską przeciwwagę dla wpływów austriackich. W ramach związku celnego ujednolicono systemy praw handlowych, wekslowych oraz systemy monetarne krajów członkowskich, aczkolwiek nie wprowadzono jednolitej waluty. Unia celna umocniła prymat ekonomiczny Prus wśród państw niemieckich.
Prusy osłabione wydarzeniami Wiosny Ludów w 1848 r. zostały zmuszone przez Austrię do wyrzeczenia się planu zjednoczenia północnych Niemiec. W 1864 r. oba kraje tymczasowo działały wspólnie w zwycięskiej wojnie przeciw Danii. Dania utraciła wówczas trzy księstwa: Holsztyn (przeszedł pod zarząd Austrii), Szlezwik (przeszedł pod zarząd Prus) i Lauenburg (został włączony do Prus).

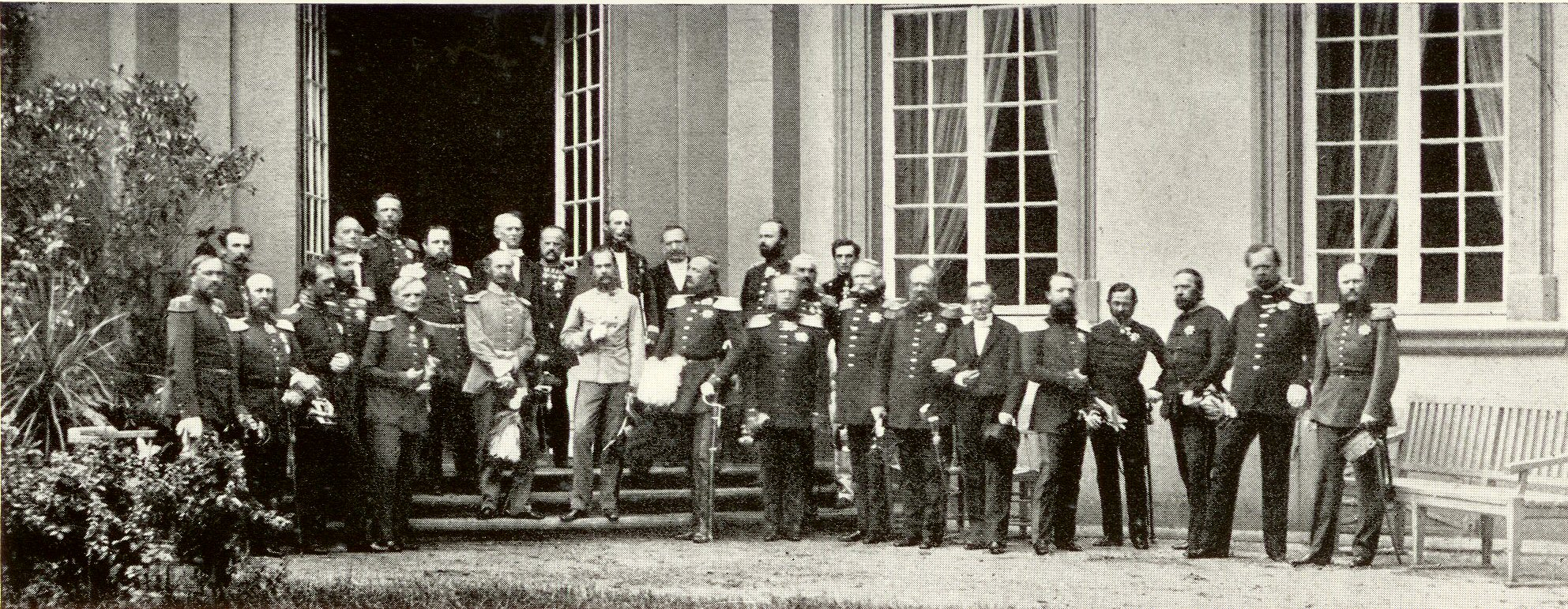
Spotkanie monarchów państw Związku Niemieckiego, 1 września 1863

Związek Niemiecki został rozwiązany 23 sierpnia 1866, po wojnie prusko-austriackiej o Holsztyn (wygranej przez zmodernizowaną armię pruską), na mocy pokoju praskiego. Najważniejszym skutkiem wojny było wycofanie się Austrii z polityki niemieckiej. Był to jeden z etapów jednoczenia Niemiec. Od 1866 r. wzrosła rola Prus, które po wygranej w 1871 r. wojnie z Francją zjednoczyły Niemcy.
W 1866 r. został utworzony Związek Północnoniemiecki, składający się tym razem tylko z 22 państw, ze stolicą w Berlinie. Na czele tych państw występowały Prusy. Większość południowych niemieckich państw pozostała niezależna. Związek Północnoniemiecki przetrwał do 1871 r., kiedy to utworzono Cesarstwo Niemieckie (II Rzeszę), którego pierwszym cesarzem został Wilhelm I Hohenzollern (dotychczasowy król Prus).

## Społeczeństwo
W latach 1815–1865 liczba ludności Związku wzrosła o 57%, z 30 446 tys. do 47 689 tys. Po 1815 gwałtownie rosła liczba mieszkańców miast. Duża część ludności emigrowała, głównie do Stanów Zjednoczonych (480 tys. w latach 40. XIX wieku, 1,2 mln w latach 50., 780 tys. w latach 60.).
Niemieccy liberałowie zabiegali przez wiele lat o zjednoczenie Niemiec – państwa, które gwarantowałoby podstawowe wartości polityczne zapisane w konstytucji. Postulowali między innymi utworzenie demokratycznie wybieranego parlamentu ogólnoniemieckiego i wprowadzenie wolności politycznej. Drogę Niemiec wyznaczały jednak Prusy, a nie parlament. W 1850 r. król Fryderyk Wilhelm IV nadał Prusom konstytucję, która przetrwała do 1918 roku.
18 maja 1848 rozpoczęły się plenarne posiedzenia ogólnoniemieckiego parlamentu frankfurckiego. Efektywność jego pracy była niewielka. Powołany rząd ogólnoniemiecki (pierwszy tego rodzaju) nie miał realnej władzy, która wciąż była sprawowana przez królów i junkrów. Jednymi z istotnych opinii były pojęcie solidarności narodu niemieckiego i koncepcja jedności państwa oraz idea pangermańska, czyli jedność z Niemcami, którzy żyli daleko poza granicami Związku Niemieckiego. Odwoływano się do historii Niemiec i czasów ich przewodnictwa w Europie. 28 marca 1849 parlament frankfurcki ogłosił konstytucję zjednoczonych, federacyjnych Niemiec, z cesarzem w osobie dotychczasowego króla Prus Fryderyka Wilhelma IV. Król oraz inni władcy niemieccy nie chcieli jednak stworzonego przez parlament, demokratycznego państwa niemieckiego. Wobec takiego obrotu spraw demokraci postanowili walczyć zbrojnie o demokratyczne i zjednoczone Niemcy. Ostatecznie seria rewolucji demokratycznych w Niemczech została zdławiona.
Językiem elit był francuski. Język niemiecki uchodził za język ludzi prostych. Po Wiośnie Ludów zaczął umacniać się język niemiecki, przy równoczesnym odejściu od francuskiego.

## Państwa członkowskie
1. Cesarstwo Austrii (bez Królestwa Węgier, Księstwa Siedmiogrodu i Chorwacji, Królestwa Lombardii-Wenecji, Królestwa Galicji i Lodomerii i Bukowiny), prowincje:
  1. Królestwo Czech
  2. Margrabstwo Moraw
  3. Arcyksięstwo Austriackie
  4. Księstwo Styrii
  5. Księstwo Karyntii
  6. Księstwo Krainy
  7. Księstwo Salzburga (do 1849 część arc. austriackiego)
  8. Księstwo Górnego i Dolnego Śląska (w tym od 1818 ziemie dawnego księstwa oświęcimsko-zatorskiego)
  9. Książęce Hrabstwo Tyrolu
  10. Vorarlberg
  11. Pobrzeże Austriackie
2. Królestwo Prus (bez Wielkiego Księstwa Poznańskiego, Prus Wschodnich i Prus Zachodnich), prowincje:
  1. Brandenburgia
  2. Pomorze
  3. Saksonia
  4. Śląsk
  5. Westfalia
  6. Nadrenia
  7. Wielkie Księstwo Poznańskie (w latach 1849–1851 w Związku)
  8. Prusy Wschodnie (w latach 1849–1851 w Związku)
  9. Prusy Zachodnie (w latach 1849–1851 w Związku)
3. Królestwo Bawarii
4. Królestwo Saksonii
5. Królestwo Hanoweru
6. Królestwo Wirtembergii
7. Elektorat Hesji-Kassel
8. Wielkie Księstwo Badenii
9. Wielkie Księstwo Hesji
10. Wielkie Księstwo Meklemburgii-Schwerin
11. Wielkie Księstwo Meklemburgii-Strelitz
12. Wielkie Księstwo Sachsen-Weimar-Eisenach
13. Wielkie Księstwo Oldenburga (księstwo do 1829)
14. Wielkie Księstwo Luksemburga (straciło ponad połowę swojego terytorium na rzecz Belgii po rozpadzie Zjednoczonego Królestwa Niderlandów w 1839)
15. Księstwo Limburgii (zostało członkiem w 1839 r. jako rekompensata za straty terytorialne w Wielkim Księstwie Luksemburga, które zostały spowodowane przez rozpad Zjednoczonego Królestwa Niderlandów).
16. Księstwo Holsztynu (w unii personalnej z Królestwem Danii do 1864, nie było wcześniej członkiem Związku Reńskiego)
  1. Księstwo Szlezwiku (od 1864 w Związku jako okupowane wraz z Holsztynem kondominium austriacko-pruskie)
17. Księstwo Brunszwiku
18. Księstwo Nassau
19. Księstwo Sachsen-Gotha-Altenburg (w 1825 podział księstwa)
20. Księstwo Sachsen-Altenburg (w 1826 wydzielone z Sachsen-Gotha-Altenburg)
21. Księstwo Sachsen-Coburg-Gotha (w 1826 wydzielone z Sachsen-Gotha-Altenburg)
22. Księstwo Sachsen-Coburg-Saalfeld (w 1826 włączone do Sachsen-Coburg-Gotha)
23. Księstwo Sachsen-Meiningen
24. Księstwo Sachsen-Hildburghausen (połączone z Księstwem Sachsen-Meiningen w 1826)
25. Księstwo Anhalt-Dessau (Księstwo Anhalt od 1863)
26. Księstwo Anhalt-Bernburg (włączone do Anhalt-Dessau w 1863)
27. Księstwo Anhalt-Köthen (włączone do Anhalt-Dessau w 1853)
28. Księstwo Schwarzburg-Sondershausen
29. Księstwo Schwarzburg-Rudolstadt
30. Księstwo Hohenzollern-Hechingen (połączone z królestwem Prus w 1850)
31. Księstwo Liechtensteinu
32. Księstwo Hohenzollern-Sigmaringen (połączone z królestwem Prus w 1850)
33. Księstwo Waldeck-Pyrmont
34. Księstwo Reuss linia starsza
35. Księstwo Reuss linia młodsza
36. Księstwo Schaumburg-Lippe
37. Księstwo Lippe
38. Księstwo Saksonii-Lauenburga
39. Landgrafostwo Hesji-Homburg (od 7 lipca 1817)
40. Wolne Miasto Frankfurt
41. Wolne i Hanzeatyckie Miasto Brema
42. Wolne i Hanzeatyckie Miasto Hamburg
43. Wolne i Hanzeatyckie Miasto Lubeka